# Арслантепе (Мелид)
Милид или Мелид (Мелитена, Малатья, Мальдия, Милидия, Милиде, арм. Մելիդ , хетт. Малидия и возможно Миддува; аккад. Мелидду; урарт. Мелитеа; лат. Melitene; «царство Хатти») — древний город на реке Тохма (правый приток Евфрата в верхнем течении). На Армянском нагорье, восточнее Табала находилось царство Камману (Комана, ассир. Кумману, хеттск. Кумманни), столицей его был Мелид, в истории Камману также известно под названием Мелид-Камману. Владения этого царства доходили за Евфрат и до истоков Тигра.
На месте бывшего города находится археологическое городище Арслантепе (тур. Arslantepe Höyüğü, букв. с тюркск. «Львиный холм», близ г. Малатья в Турции). Первые раскопки провёл Марсель Делапорт в 1939 году; в послевоенный период их проводили Клод Шеффер (1946—1951), Пьеро Мериджи и Сальваторе Пулизи (с 1961 года) и другие.
Население Мелид-Камману участвовало в этногенезе армянского народа. И. М. Дьяконов считает что Мелид-Камману и Арме-Шубрия, несомненно, сыграли большую роль в возникновении армянской государственности. Мелитена — область в исторической Малой Армении.

## Неолит

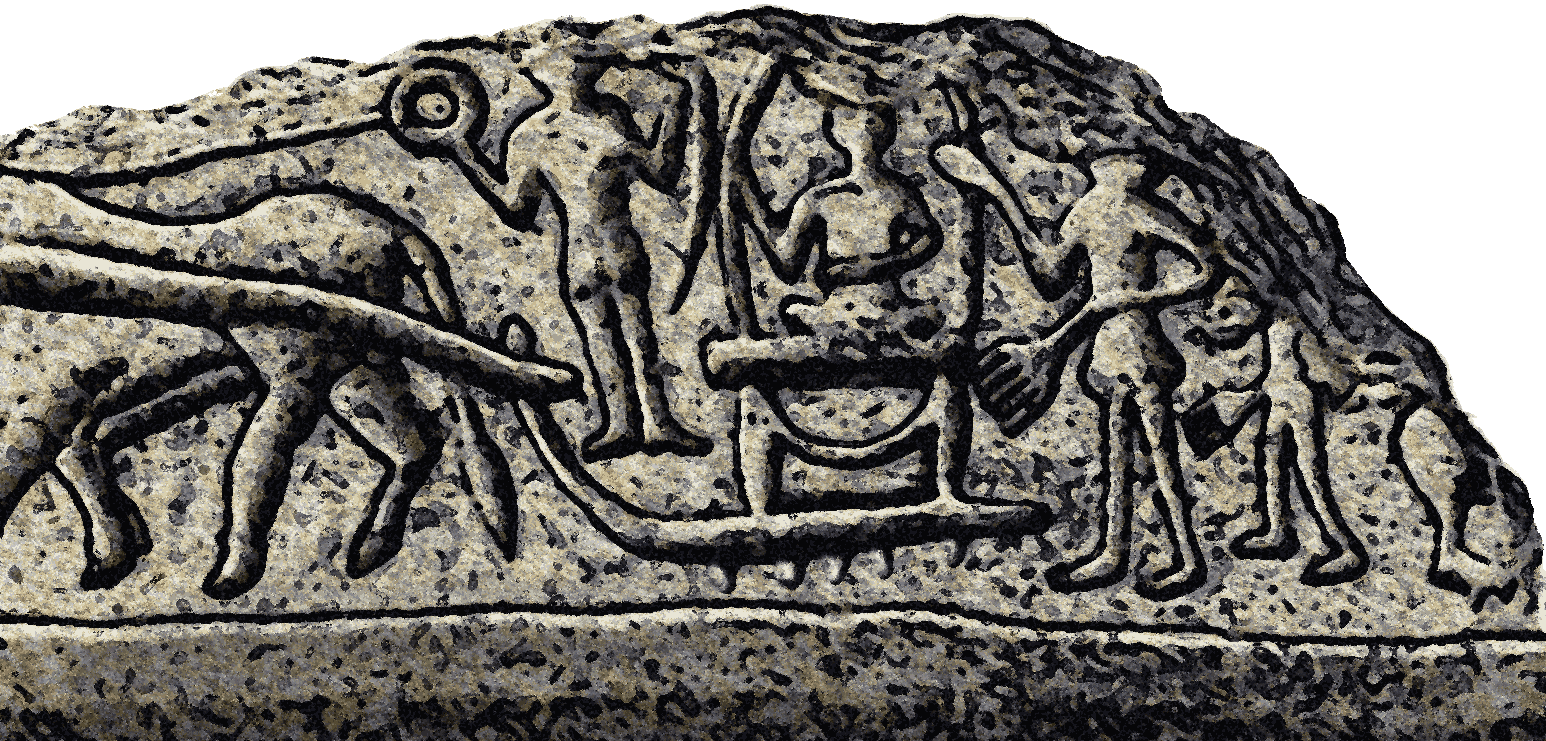
Цилиндрическая печать из Арслантепе. IV тыс. до н. э.

Поселение на месте Милида возникло ещё в эпоху неолита. Здесь была представлена «халафоподобная» культура, напоминавшая более позднюю культуру минойского Крита — в частности, здесь возникли столь характерные для минойской культуры цилиндрические печати.

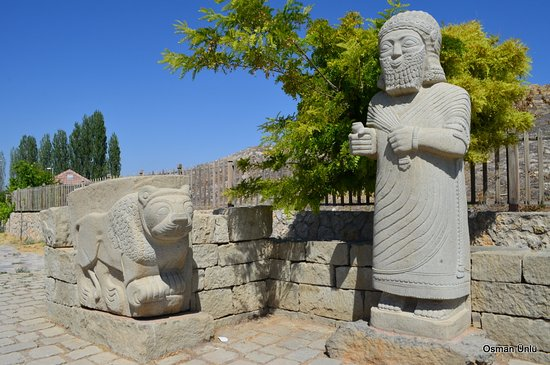
Статуя правителя Тархунзы из Милида

## История
Поселение древней Куро-аракской культуры (4000—2200 гг. до н. э.) находится в Арслантепе.
В эпоху бронзового века в разных источниках город упоминается под названиями Maladiya, Melid, Milid или Meliddu. В это время город становится административным центром крупного региона в царстве Ишува. Город имел хорошие укрепления, возможно, ввиду угрозы со стороны хеттов с запада. Хеттам удалось захватить город в XIV веке до н. э. В середине того же века здесь располагался штаб царя Суппилулиумы I во время его кампании по захвату города Вашуканни, столицы царства Митанни.
После краха Хеттской империи, в период позднехетских царств (XII—VII века до н. э.) город стал центром лувийского царства Камману. Были построены дворец и монументальные каменные скульптуры, изображавшие правителя и львов. После падения Хеттской империи, с XII в. до н. э., в горах Малоазийского Тавра на Армянском нагорье, в Малой Азии и Северной Сирии бывшие вассальные княжества хеттов продолжали существовать как самостоятельные государства, складывается Новохеттский союз государств. В Новохеттский союз государств входили царства Табал, Мелид-Камману, Куммух (Коммагена), Хилакку (Киликия), Куэ, Каркемиш, Гургум, Арпад, Унки (Унку, Паттина, Хаттина), Хатарикка (Лухути), Гузана, Я’уди (Сам’аль), Тил Барсип, маленькие царства данунийцев и другие. Почти все эти мелкие государства считали себя преемниками Хеттского царства, и их правители считали себя законными правопреемниками хеттской державы. Царство Мелид-Камману официально, называлось «Великой страной хеттов», следовательно, претендовало на продолжение традиций Хеттского царства. Цари Мелида титулуют себя «царь Хатти», «царь Великой страны хеттов», «великий царь». Мелид становится центром союзного государства и сохраняет в нём гегемонию. Мелид или «Царство Хатти» было одним из важнейших культурных и политических центров Армянского нагорья. Для ассирийцев и урартов IX—VII вв. до н. э., «царство Хатти» (по-ассирийски) или «царство Хате» (по-урартски) — как и в надписях Минуи и Аргишти I — это либо специально обозначение Мелида-Камману, либо обозначение всех вообще областей западнее Евфрата и к югу-востоку от Фригии (Мушки), а их населения независимо от этнической принадлежности, называли «хеттами».
Население Мелид-Камману было смешанным уже во времена Хеттской державы, основную часть его составляли в то время лувийцы, однако и хурритский элемент был достаточно силен. Бесспорно что после разрушения Хеттской державы в начале XII в. до н.э, именно через территорию Мелида должны были пройти в долину Арацани и в прилежащие районы мушки, а также аримы-урумейцы. Наличие мушков-фригийцев в этом районе подтверждается фригийскими памятниками материальной культуры в Малатье.
Во всех Новохеттских государствах, вплоть до Хамата на верхнем Оронте, применялась «хеттская» иероглифика и лувийский язык для официальных надписей. Дошли до нас и из Мелида «хеттские иероглифические» (лувийские) надписи. Вообще все династии на правобережье верхнего Евфрата, в том числе и в Мелиде, вплоть до VIII в. до н. э. были лувийскими. Официальная, придворная культура в Мелиде, как и в других «позднехеттских» царствах восточной Малой Азии и Северной Сирии, была лувийской; несомненно лувийскими являются такие царские имена, как Хиларундас и Тархунази из династии Туате. Мы знаем ряд царей Мелида как IX—VIII вв. (Лалла, Сулумел, Тунге, Хиларундас, Гунзинану, Тархунази и др.), так и более ранних.
Мелиду, как и другим царствам на большой верхнеевфратской дороге, весьма значительные богатства приносила торговля металлами.
Столкновение с войсками ассирийского царя Тиглатпаласара I (1115—1077 годы до н. э.) привело к тому, что царство Мелид стало данником Ассирии.
В 845 г. ассирийцы нанесли удар по Мелиду и по стране Сухму, а также предприняли новую кампанию против Урарту при царе Араме, причем сообщается, что урартские владения доходили в это время уже до истока Евфрата. Начало решительного наступления против Ассирии урартского царя Минуи следует датировать 800—790-ми годами. О успехах Минуи повествует его надпись из Палу. Из неё видно, что он завоевал страну Цупа (вероятно, часть Сухму или Алзи) и дошёл до «Хеттской страны» (здесь — царство Мелид-Камману), причем получил дань с царя г. Мелитеа (Мелид). Ко времени правления Сардури II (около 760 г. до н. э.) западной границей Урартской державы уже бесспорно признавался верхний Евфрат, и урарты энергично пытались пробиться в Сирию. Ещё в начале своего правления Сардури II нанес поражение Хиларундасу, царю Мелида. В 743 году до н. э. Тиглатпаласар III выступил против своего главного врага — царя урартов Сардури II, который заключил союз с царями рядом государств: царем Мелида Сулумалем, царем Куммаха Кушташпи, царем Арпада Матиэлем и царем Гургума Тархуларем. В битве при Арпаде Тиглатпаласар III разбил союзные армии.
Камману был в вассальной зависимости от Урарту между 804 и 743 годами и Мелид процветал вплоть до того, как его разграбил ассирийский царь Саргон II в 712 году до н. э. В 712 г. до н. э. Мелид был временно завоеван ассирийским царем Саргоном II, поставившим здесь своего наместника.
В конце VIII века до н. э. в клинописных источниках Ассирии впервые появляется упоминание о киммерийцах в Передней Азии. В 676—675 г. до н. э. урартский царь Руса II, заключил союз с киммерийцами, возглавленными Лигдамисом (ассирийск. Тугдамме) и вместе с ними совершил большой поход в Малую Азию, за Евфрат, — на Хате (Мелид-Камману), Мушки (Фригию) и Халиту (племена халибов-халдайцев (Хаг’тик' средневековых армянских текстов)). Мелид и Фригия в свою очередь объединяются в союз против Урарту и киммерийцев. Однако, хотя в результате этого урартско-киммерийского похода погибла Фригия, «Хеттское царство» Мелида не погибло. Мелид возвращает себе независимость — на это определённо указывают данные ассирийских текстов, где встречаются упоминания о военных действиях ассирийцев против киликийцев, табальцев, Мелида и «Митты» — Мидаса, последнего царя Фригии. Независимы остались только две страны по окраинам территории, занятой мушками, — Арме-Шубрия, ненадолго завоеванная в 673 г. до н. э. ассирийским царем Асархаддоном, а в конце VII в. до н. э. снова добившаяся независимости, и Мелид-Камману на противоположном Алзи берегу Евфрата, подчинявшаяся Ассирии только в течение около 30 лет. Между 669 и 652 гг. Мелид уже признается ассирийцами за самостоятельное царство, а в 650-х годах Мелид расширяет свои пределы за счет Ассирии, так как царь Мугаллу стал уже и царем Табала (который с 713 г. был ассирийской провинцией) и ведет переговоры с Ассирией о помощи против киммерийцев, владычеству которых в Малой Азии вскоре действительно был положен конец с помощью союзников Ассирии — скифов. К моменту войны Вавилонии и Мидии против ассирийцев (626—605 гг. до н. э.), которая привела к гибели Ассирию, а затем Ману и Урарту, царство Мелид не только существовало, но значительно усилилось. Царство Мелид пережило и Ассирию и Урарту.
В контексте истории Мелидского царства следует рассматривать свидетельство Иезекииля о «Доме (династии) Тогармы», как о важном участнике лидийско-мидийской войны 590—585 гг. до н. э. Говоря о «Доме Тогармы» Иезекииль имеет в виду Урарту, а Ксенофонт и Мовсес Хоренаци имеют в виду Армянское царство. Древнееврейское Тогарма соответствует хеттскому Тегарама. На территории царства Мелид-Камману находился город Тегарама II тыс. до н. э.в начале I тыс. до н. э. Можно высказать предположения, что весьма возможно, династии Мелида происходили из Тегарамы-Тогармы.
В 521 г. до н. э. персидская империя при Ахеменидах была разделена на 20 военно-административных округов — сатрапий. При Ахеменидах в VI—IV вв. до н.э, XIII сатрапия называлась «Армения» (древнеперсидск. «Армина»), столицей её был Мелид (Мелитеа), вавилоняне же называли XIII (армянскую) сатрапию «Мелид». XIII сатрапия «Армения» Ахеменидского царства охватывала западную часть Армянского нагорья. XVIII сатрапия Ахеменидского царства охватывала восточную и большую часть Армянского нагорья, и занимала всю территорию Урарту. Вавилонские названия сатрапий, иной раз отличались от названий, которые упоминаются в царских надписях Ахеменидов и обозначали более общие, скорее географические, чем административные области. В VI в. до н. э. впервые в древнеперсидских и греческих источниках начинает упоминаться «Армения» как целое (Бехистунская надпись Дария I, Гекатей, Геродот, Ксенофонт), и термин применяется ко всему Армянскому нагорью в целом. Однако вавилоняне и древние евреи продолжают применять для Армении термин «Урарту» (Арарат, Урашту), где «Армения» выступает синонимом Урарту. Обозначение всего нагорья термином «Армения» указывает на то, что армянский язык распространялся по всему Армянскому нагорью в целом. Греческий писатель и историк конца V — начала IV в. до н. э. Ксенофонт в своем дидактическом романе «Киропедия», а также в историко-биографическом сочинении «Анабасис Кира», упоминает о существовании в VI в. до н. э. Армянского царства, зависимого от Мидии, но достаточно самостоятельного. Ксенофонт сам побывал в Армении и мог получить здесь относительно достоверные сведения по истории страны. В 331—200 годах до н. э. параллельно с названием «Армения» также существовало название «Айраратское царство» (Урартское).
История армянского народа — прямое продолжение истории лувийцев, урартов, хурритов, палайцев, мушков, аримов-урумейцев и др. В качестве зачатка армянской государственности можно рассматривать любое хурритское, урартское или лувийское государство на территории Армянского нагорья: Мелид-Камману (Хате, «Великая Хатти»), Арме-Шубрия (Урме), Цупа (Ишува, Исува, Софена), Алзи (Мушку), Тегарама, Арматана, Хайаса, Табал, Этиуни, Куммух (Коммагена), Кумме, Хубушкиа, Айаис, Сангибуту, Цухма (Сухму), Пала (город палайцев), Паххува, Пурукуззи, Пурулумци, Наири, Уруатру, Урарту и др. Эти государства были созданы этническими группами, потомки которых влились в армянский народ.
С VI века до нашей эры до 1071 года входил в состав Малой Армении в область Мелитена. После битвы при Манцикерте в 1071 город был захвачен турками-сельджуками, после чего вошёл в Конийский султанат. В XVI веке завоёван Османской империей. Несмотря на это, вплоть до геноцида армян имел преимущественно западноармянское население.

## Палеогенетика
У энеолитического образца ART038 (3356—3121 лет до н. э.) из Арслантепе определили Y-хромосомную гаплогруппу R1b1a2-V1636 (ISOGG2019-2020), у образца ART004 — Y-хромосомную гаплогруппу G1a-CTS11562, у образцов ART014 и ART024 — Y-хромосомную гаплогруппу G2a2b1a-M3317, у образца ART042 — Y-хромосомную гаплогруппу H2-Y28140*.

## Цари Мелида
- Шаттуара (начало XIII в. до н. э., упоминается в надписи царя Ассирии Салманасара I)
- Урхи-Тешуб (кон. XI в. до н. э., упоминается в иероглифической надписи из Кара-Хююка)
- Лалли (853 год до н. э., упоминается в надписи царя Ассирии Салманасара III)
- Сулиехауали (ок. 800 г. до н. э., упоминается в надписи царя Урарту Менуа)
- Хиларуада (ок. 760 г. до н. э., упоминается в надписи царя Урарту Аргишти I)
- Сулумал (преемник Хиларуады, современник царя Урарту Сардури II)
- Гунзинану (в 713 г. до н. э. свергнут ассирийским царём Саргоном II)
- Тархунази (сын Гунзинану, в 713 г. до н. э. возведён на престол ассирийским царём Саргоном II)